# سيدي ناجي
سِيدِي نَاجِي (كان اسمها سِيدِي بُونَاجِي) قرية تقع في معتمدية الناظور بولاية زغوان بالوسط الشرقي التونسي، جنوب قرية بئر الشاوش وجنوب غرب مدينة الناظور. ترقيمها البريدي هو 1160.

### مواضيع ذات علاقة
- معتمدية الناظور.
- ولاية زغوان.